# Ablation (Medizin)
Ablation (lat. ablatio „Abtragung, Ablösung“) ist ein medizinischer Begriff und steht für das Entfernen von Körpergewebe bzw. Körperteilen.

## Anwendungsgebiete
Der Begriff umfasst auch indirektes Entfernen durch Veröden bei Katheterablation. Der Begriff „Amputation“ hat hier eine teilweise synonyme Bedeutung, wobei die Ablation in der Regel ein wesentlich eingeschränkteres Vorgehen bezeichnet (z. B. Lungenvenenablation bei Vorhofflimmern). Jedoch können durchaus auch relativ großflächige Eingriffe als „Ablation“ bezeichnet werden. Ein Beispiel hierfür bildet der medizinische Begriff für die Entfernung der Brustdrüsen („Mamma-Ablation“) oder die Abtragung der Gebärmutterschleimhaut (Endometriumablation).
Auch ein vom Körper selbst ausgehender krankhafter Ablösungsprozess wird mit dem Begriff beschrieben, zum Beispiel die Netzhautablösung (Ablatio oder Amotio retinae) oder die vorzeitige Lösung der Plazenta (Ablatio oder Abruptio placentae).
Von Ablation wird auch in der Tumor-Therapie gesprochen, wenn Tumorgewebe beispielsweise durch Hitze zerstört wird. Ein Beispiel hierfür ist die Radiofrequenzablation, bei der mit einer Nadel versucht wird, in dem entsprechenden Organ (beispielsweise der Leber) eine oder mehrere Radiofrequenznadeln zu positionieren. Es wird hochfrequenter Wechselstrom durch ein oder mehrere Nadeln „geschickt“, jedoch wird die Nadel gekühlt, so dass nur die Tumorionen zum Schwingen gebracht werden und nur im Tumorgewebe selbst Hitze entsteht, die dann den Tumor zerstört. Dies kann auch bei Tumorherden angewandt werden.  
Herzchirurgie
In der Herzchirurgie wird die Ablation unter anderem bei paroxysmalem, persistierendem oder permanentem Vorhofflimmern durchgeführt. Eine Ablation am Herzen ist eine lokal applizierte Energiedosis, die eine Narbe verursacht. Diese Narbe führt zur elektrischen Isolierung des verödeten Gewebes. Häufig angewandte Therapien sind die Katheterablation, die chirurgische Ablation und die Hybrid-Ablation.

In den ersten Wochen nach einer Katheterablation wegen Herzrhythmusstörungen können Arrhythmie-Rezidive auftreten. Diese werden jedoch nicht zwangsläufig als Misserfolg des Eingriffs gewertet. Man geht davon aus, dass solche Frührezidive im Unterschied zu Spätrezidiven ihre Ursache in vorübergehenden lokalen Entzündungsreaktionen im Vorhof infolge des Eingriffs haben und von selbst wieder abheilen. Allerdings ergab eine Studie koreanischer Kardiologen, dass in knapp 70 Prozent der untersuchten Fälle auf Frührezidive auch Spätrezidive folgten.

## Zum Wortgebrauch
Soll „eine Ablation durchführen“ mit einem Verb umschrieben werden, so gibt es keine eindeutige Verbbildung. Verwendet wird im Sprachgebrauch der Mediziner gelegentlich „ablatieren“ oder „abladieren“.
Dies ist aufgrund des lateinischen Ursprungs aus auferre sprachlich falsch. Ablatio ist die Substantivierung des Verbs, welche im Lateinischen aus dem Partizip Perfekt Passiv gebildet wird. Auferre ist ein unregelmäßiges Verb, dessen Stammformen aufero, abstuli, ablatum lauten. Daher muss die korrekte Aktivform im Deutschen „auferieren“ lauten (vgl. Translation und transferieren oder auch Sekretion und sezernieren). 
Die Form „auferieren“ ist in Gebrauch, jedoch noch seltener als die oben genannten „ablatieren“ oder „abladieren“.